# Championnats du monde de tir 1898
Navigation
Édition précédente Édition suivante
Les championnats du monde de tir 1898, deuxième édition des championnats du monde de tir, ont eu lieu à Turin, en Italie, en 1898.